# Egiptomanía

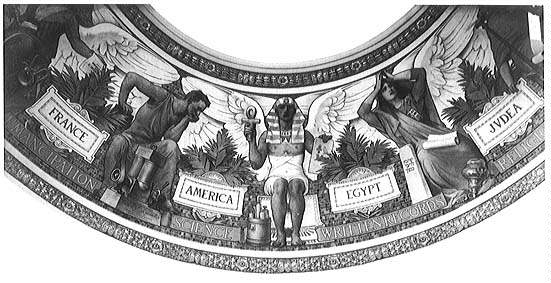
"Evolución de la civilización", una parte del mural de Edwin Blashfield (1895) sobre la Sala Principal de Lectura de la Biblioteca del Congreso. La imagen sugiere una relación especial entre Egipto como la primera y América como la última civilización.

La egiptomanía fue el renovado interés de los europeos y americanos por el antiguo Egipto durante el siglo XIX como resultado de la campaña egipcia de Napoleón, en la que le acompañaron muchos científicos y eruditos, lo que provocó un gran interés tras la documentación de los antiguos monumentos de Egipto. Los restos antiguos nunca habían sido documentados de forma tan exhaustiva, por lo que el interés por el antiguo Egipto aumentó considerablemente. Jean-François Champollion descifró los antiguos jeroglíficos en 1822 utilizando la piedra de Rosetta que fue recuperada por las tropas francesas en 1799, lo que dio inicio al estudio de la egiptología científica.

## Cultura

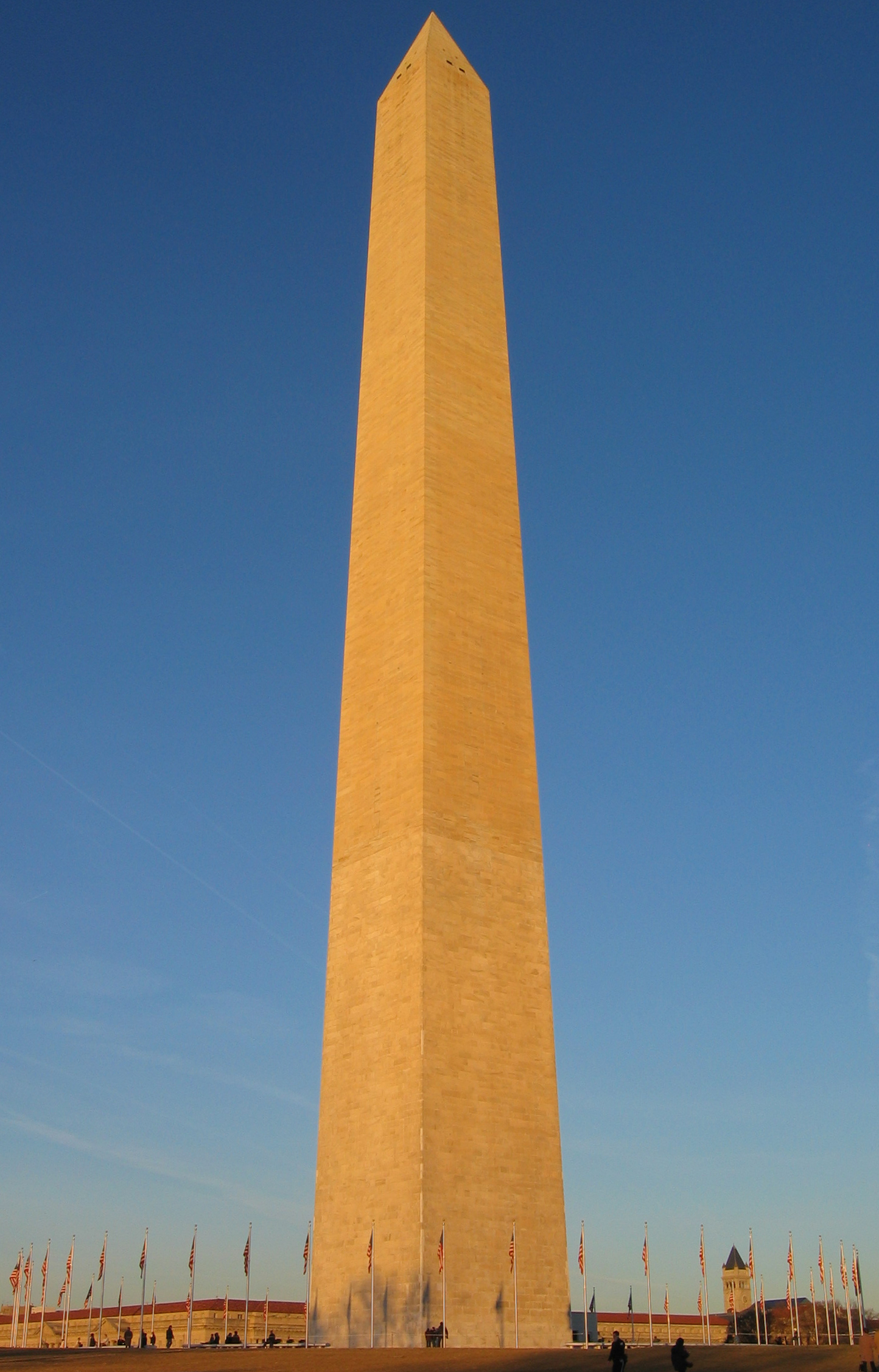
El obelisco (Monumento a Washington) en Washington D. C.

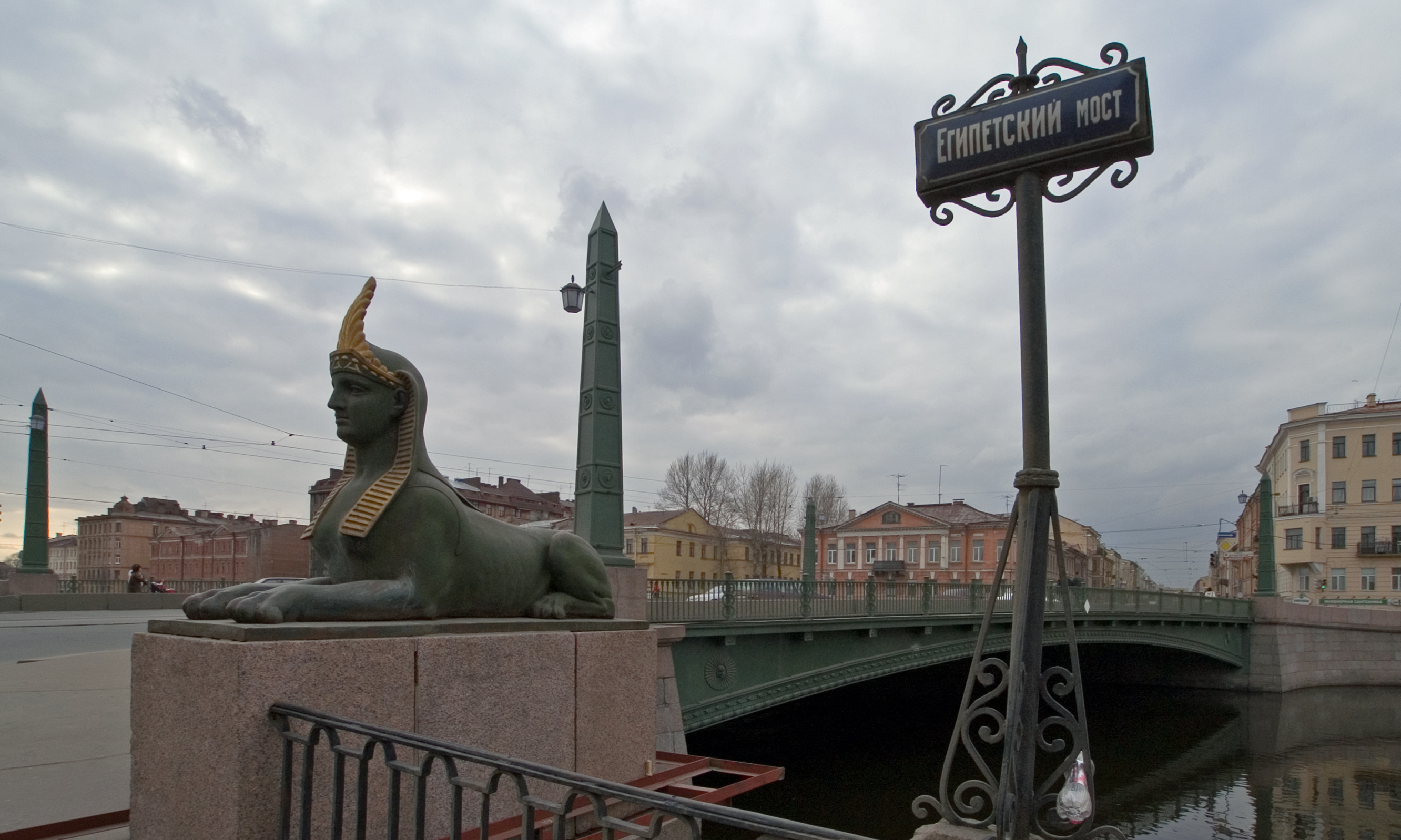
Puente Egipcio en San Petersburgo.

La fascinación por el antiguo Egipto se manifestó en la literatura, la arquitectura, el arte, el cine, la política y la religión. Muy pocas personas podían permitirse un viaje a Egipto durante el apogeo de la egiptomanía y sólo entraban en contacto con la cultura egipcia a través de la literatura, el arte y la arquitectura. El Voyage dans la Basse et la Haute Egypt de Vivant Denon, la Description de l'Egypte del Instituto de Egipto y la Aida de Verdi fueron especialmente influyentes.

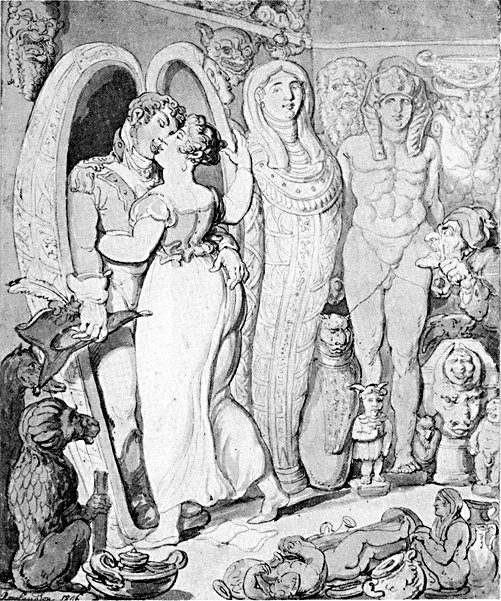
Caricatura británica (1806)

Las imágenes y los símbolos egipcios también servían para fines más triviales, como servicios de postres, mobiliario, decoración, kitsch comercial y publicidad. Había fiestas y actos públicos con el tema de Egipto, en los que la gente se vestía con trajes especiales. Incluso hoy en día, este tipo de fascinación por Egipto y todo lo egipcio sigue existiendo. Numerosas exposiciones sobre la cultura egipcia en museos de todo el mundo demuestran el continuo interés de la gente por ella. Un ejemplo destacado, que también reflexiona sobre el significado cultural de esta fascinación, es la exposición "Egiptomanía: Egipto en el arte occidental, 1730-1930" (París, Musée Du Louvre, 20 de enero - 18 de abril de 1994; Ottawa, National Gallery of Canada, 17 de junio - 18 de septiembre de 1994; Viena, Kunsthistorisches Museum, 16 de octubre de 1994 - 29 de enero de 1995). El catálogo de la exposición fue publicado por la Galería Nacional de Canadá en 1994 (Humbert et al.).

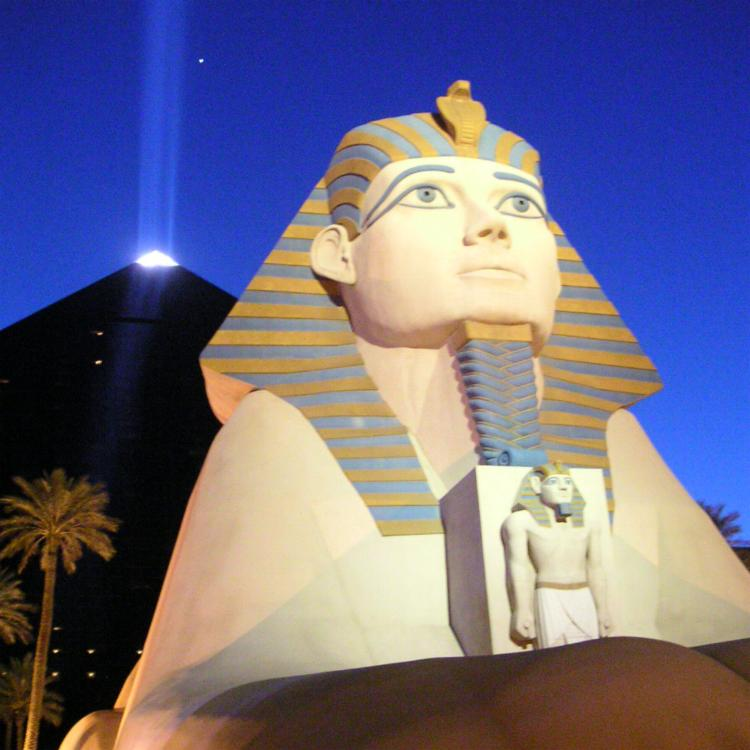
El Hotel Luxor de Las Vegas (Nevada) es un ejemplo contemporáneo del impacto duradero de la imaginería egipcia.

Fascinados por la cultura egipcia, la literatura, el arte visual y la arquitectura estadounidenses absorbieron lo que se estaba convirtiendo en conocimiento general sobre la antigua cultura egipcia, haciendo uso de este conocimiento en el debate contemporáneo sobre la identidad nacional, la raza y la esclavitud. Algunos elementos característicos de la cultura egipcia adquirieron una especial carga simbólica. La momia, por ejemplo, representaba la fascinación de los estadounidenses por los muertos vivientes y la reanimación. Esta fascinación llegó hasta el punto de que se organizaron "fiestas de desenvolvimiento de momias", con lo que la histeria de los estadounidenses por los mitos egipcios fue cada vez mayor. La figura de Cleopatra, la escritura y el desciframiento de jeroglíficos y la pirámide como laberinto y tumba son otros ejemplos de cómo el antiguo Egipto ha sido productivo en Occidente, y concretamente en Estados Unidos desde el siglo XIX. Entre las obras literarias más conocidas que hacen uso de estas referencias simbólicas a Egipto se encuentran "Conversación con una momia" de Edgar Allan Poe, "Perdido en una pirámide, o la Maldición de la momia" de Louisa May Alcott o "El fauno de mármol" de Nathaniel Hawthorne. El impacto de la antigua cultura egipcia en la arquitectura se denomina Renacimiento Egipcio, una importante expresión del neoclasicismo en Estados Unidos. Imágenes, formas y símbolos egipcios bien conocidos se integraron en el estilo contemporáneo. La mejor forma de ver esta influencia es en la arquitectura de los cementerios y las prisiones.
Los símbolos y la arquitectura del renacimiento egipcio fueron especialmente populares en las puertas de los cementerios, las lápidas y los monumentos públicos en el siglo XIX y principios del XX. Los mausoleos piramidales, las mastabas de techo plano, las columnas de loto, los obeliscos y las esfinges eran especialmente populares en los cementerios rurales o de jardín del siglo XIX. Por ejemplo, la puerta del cementerio de Mount Auburn, en Boston, y la del cementerio de Grove Street, en New Haven, Connecticut, se construyeron en el estilo del renacimiento egipcio.
Otros ejemplos de esta influencia son la Gold Pyramid House en Illinois o elObelisco (Monumento a Washington) en Washington D. C. Películas como La Momia (1999) (a su vez un remake de una película de Boris Karloff de 1932) y sus secuelas demuestran que el antiguo Egipto y el descubrimiento de sus secretos siguen siendo un poderoso punto de referencia para las culturas occidentales contemporáneas. Entre los textos académicos más importantes sobre este fenómeno en la cultura estadounidense se encuentran Egypt Land (2004), de Scott Trafton, y U.S. Orientalism (1998), de M. J. Schueller.
Sin embargo, la fascinación por Egipto no comenzó con Napoleón. Los antiguos griegos y romanos también se interesaron por la cultura del antiguo Egipto y reflejaron sus intereses en textos como las Historias de Heródoto y la Bibliotheca historica. Cuando la egiptomanía llegó a Roma tras la conquista de Egipto por el emperador Augusto en el año 31 a. C., la fascinación dio lugar a una arquitectura similar, como una tumba diseñada en forma de pirámide que erigió el alto funcionario Cayo Cestio. Además, el emperador Adriano hizo venerar a su amante fallecido como el dios egipcio del más allá, Osiris.

## Ciencia

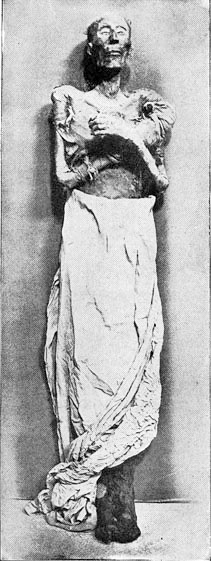
Momia de Ramsés II

La frenología es el estudio del cráneo humano que pretendía ser capaz de determinar la inteligencia y el carácter de un individuo. Las momias egipcias fueron una fuente abundante para el objeto de estudio: los cráneos. Esta fue especialmente importante en lo que respecta a la cuestión de si los egipcios eran blancos o negros, un debate protagonizado por la justificación de la esclavitud. La figura clave de este periodo parece ser Samuel George Morton, fundador de la Escuela Americana de Etnología. Planteó la teoría de la poligénesis afirmando que no hay una sino varias razas humanas que siguen un orden jerárquico con los blancos en la cima y los negros en el extremo inferior de la escala. Aunque la ciencia actual desaprueba los hallazgos de Morton, no deja de revalidar su estatus profesional, ya que la Morton's American School fue en gran medida responsable del desarrollo del actual estatus profesional de las ciencias y de la renuncia a las ideas puritanas de la monogénesis y a la visión cristiana y clerical del mundo, comunes en la época.

## Raza e identidad nacional en Estados Unidos

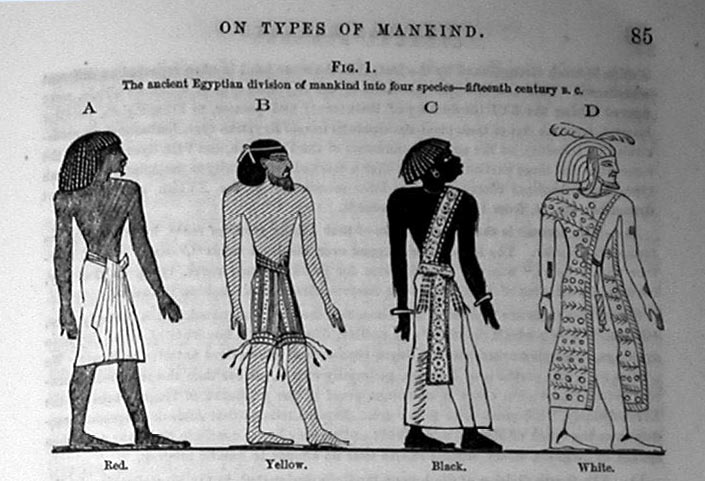
Ilustración de Types of Mankind, que muestra una copia de una pintura mural egipcia utilizada para demostrar que había diferentes "tipos" (o "especies") de humanos ya en el antiguo Egipto. Types lo utilizó como apoyo a su teoría de la poligénesis.

Egipto ocupa un lugar especial entre las regiones históricas y geográficas: Según Richard White, Egipto no es fácil de situar dentro de África o Asia, o dentro de Oriente u Occidente. Por ello, parece que Egipto es "el pasado de todos". La figura de Egipto ha sido un importante punto de referencia en el desarrollo de la identidad nacional en el mundo occidental, aunque estos procesos de formación de la identidad son complejos e implican muchos factores. La identidad racial es fundamental en estos procesos, sobre todo en Estados Unidos, donde el sentido emergente de una identidad nacional propia y el creciente conflicto por la esclavitud estuvieron inseparablemente unidos en la primera mitad del siglo XIX. Paschal Beverly Randolph cristalizó la forma en que Egipto sirvió de modelo para la nueva nación cuando dijo: "Para América, léase África; para Estados Unidos, Egipto" (1863). Entre la gran variedad de grupos étnicos que formaban la población de Estados Unidos, el denominador común era no ser negro, poder definirse utilizando un Otro binarista. Históricamente, el intento de establecer científicamente una jerarquía racial, tal y como llevó a cabo la Escuela Americana de Etnología, evocó la comprensión de la blancura como la identidad nacional americana natural. La identidad racial de los faraones egipcios fue utilizada especialmente por científicos del siglo XIX como Samuel George Morton y sus contemporáneos para confirmar la jerarquía racial estadounidense contemporánea. Esta jerarquía sirvió a los defensores de la esclavitud para justificar el trato inhumano a los esclavos y la negación de los derechos civiles a todos los estadounidenses que no fueran blancos. Types of Mankind (1854), la culminación del pensamiento racial de la Escuela Americana, contiene un importante capítulo sobre las características raciales de los antiguos egipcios, dando inicio a una controversia que aún perdura. Por ejemplo, el libro de Vincent Sarich y Frank Miele Race: The Reality of Human Differences (2004), un intento reciente de añadir credibilidad académica a la noción popular -pero científicamente desacreditada- de que la "raza" constituye una diferencia humana esencial y no construida culturalmente, utiliza Egipto de forma similar. Los historiadores han planteado tres hipótesis principales que se contradicen claramente entre sí.
Los pensadores afrocentristas del siglo XIX insistieron en que los egipcios eran negros africanos, lo que permitía ofrecer un linaje antiguo y noble que contrarrestaba las imágenes degradantes proliferadas por la ciencia racista y la polémica pro-esclavitud. Entre los colaboradores más destacados de este debate se encuentran David Walker, James McCune Smith, Frederick Douglass y W. E. B. Du Bois. Al identificarse con los hebreos esclavizados, los afroamericanos habían utilizado durante mucho tiempo la narración bíblica del Éxodo para codificar su derecho y su deseo de libertad, como todavía atestigua el conocido espiritual "Baja, Moisés". La obra Appeal (1829) de David Walker pone en tensión esta historia bíblica de liberación con la afirmación de que los faraones también eran negros. Los destacados abolicionistas negros James McCune Smith y Frederick Douglass contrarrestaron directamente la etnografía blanca, como por ejemplo en "Claims of the Negro Ethnologically Considered" (1854) de Douglass, basándose en los hallazgos de etnólogos europeos anteriores como James Prichard. A principios del siglo XX, W. E. B. Du Bois dio forma al concepto de raza e identidad de otra manera al escribir sobre la "doble conciencia" de los africanos en la diáspora, es decir, los descendientes de los esclavos en Estados Unidos.
Este concepto dio lugar a los movimientos nacionalistas negros del siglo XX, incluida la comunidad "hotep" de negros estadounidenses.